# A corazón abierto (programa de televisión)
A corazón abierto es un programa de televisión emitido por la cadena española Telecinco en 2003, con presentación del periodista Jordi González.

## Formato
Se trata de un formato análogo al espacio titulado Al descubierto, conducido por Santi Acosta un año antes en Antena 3. Con la misma productora, El Mundo TV, el programa realiza un reportaje de investigación con cámara oculta, en esta ocasión sobre presuntos montajes de cara a la prensa de crónica social que realizan personajes famosos y una tertulia posterior con presencia de celebridades y periodistas del corazón. Entre los colaboradores con los que contó el programa, cabe mencionar al periodista Ángel Antonio Herrera o a los cantantes Enrique del Pozo y Marujita Díaz.

## Audiencias
Su pico de audiencia se obtuvo en la emisión del día 13 de febrero, con una cuota de pantalla del 22'2%, en el programa dedicado al supuesto fraude de la boda de la actriz Sara Montiel y el cubano Toni Hernández.